# Ferrocarril del Hijaz
El ferrocarril del Hijaz fou una comunicació ferroviària creada per facilitar la peregrinació a la Meca unint les ciutats santes amb Damasc. Fou decidit pel sultà otomà el 1900 per un firman i finançat amb les aportacions de musulmans d'arreu del món. La línia va arribar a Zarqa (a 202 km de Damasc) el 1902, Katrana a 326 km el 1902, Maan a 459 km el 1904, Dhat al-Hajj a 610 km el 1906, al-Ula a 993 km el 1907, i Medina a 1.320 km, el 1908. També es va fer (1905) la secció Daraa a Haifa de 160 km que es va allargar a Bosra, Lodd i altres llocs entre 1908 i 1917. El tram Medina a la Meca (400 km) mai es va fer.

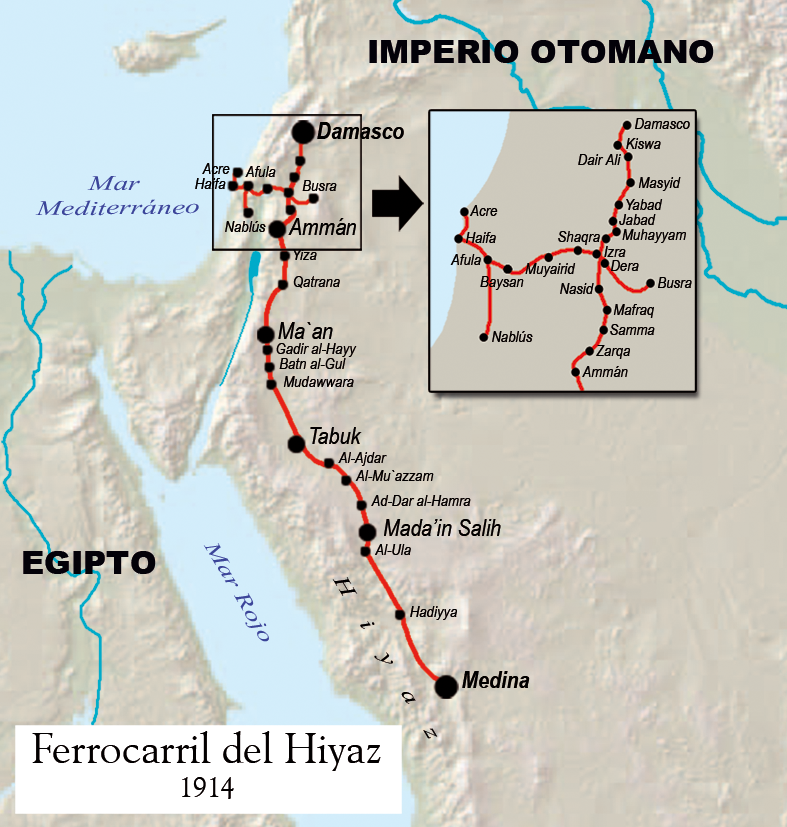
Mapa

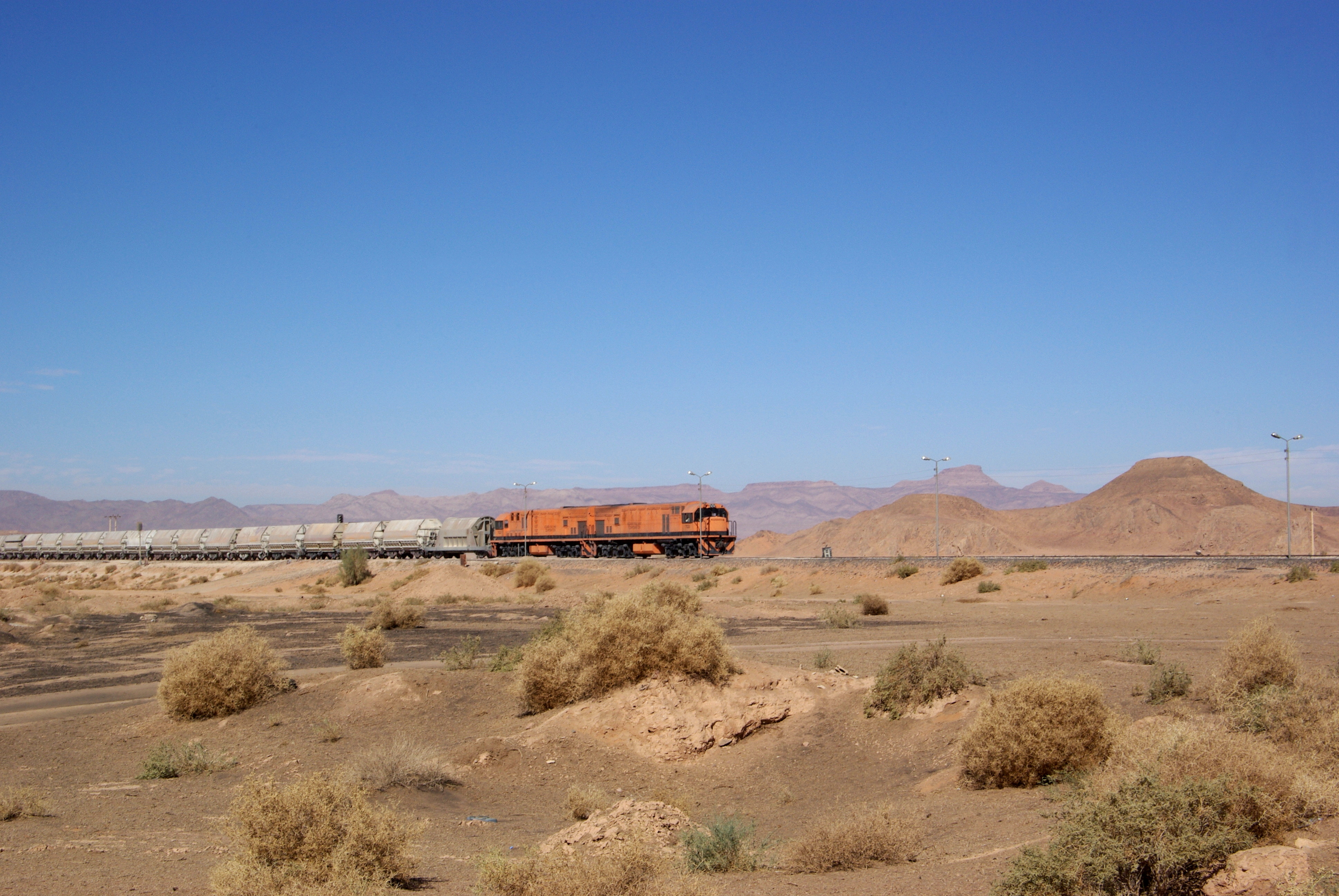
Tren buit de fosfat a l'estació de Ram, venint d'Akaba

El ferrocarril fou car de construir i sobretot de mantenir i no va aportar cap benefici econòmic ni va contribuir al desenvolupament de la zona. El 1917 Lawrence d'Aràbia i els seus guerrillers àrabs van aconseguir destruir part de la línia entre Maan i Medina, i va deixar d'operar. Després de la guerra la propietat va passar als territoris pels que passava, segons arbitratge de 18 d'abril de 1925. La linea no fou operativa perquè França i Gran Bretanya no van poder restaurar les seves seccions per l'oposició dels saudites; es va proposar un mandat internacional de la Societat de Nacions (1928) però finalment els saudites van retirar les objeccions i aquesta proposta fou abandonada el 1931. Les discussions es van allargar i encara no s'havia arribat a un acord el 1939 quan va esclatar la II Guerra Mundial. La reconstrucció no es va acabar mai; s'estava reconstruint la línia Maan-Medina (1966-1967) quan la Guerra dels Sis Dies ho va aturar. Dues seccions (Amman a Damasc i Maan a Aqaba) van estar operatives, però encara una (Amman-Damasc) es va interrompre el 2006 per danys a la via.